# Cú lợn mặt nạ Taliabu
Cú lợn mặt nạ Taliabu (danh pháp hai phần: Tyto nigrobrunnea) là một loài chim thuộc Chi Cú lợn, Họ Cú lợn (Tytonidae).. Cú lợn mặt nạ Taliabu là loài chim đặc hữu của quần đảo Sula, Indonesia. Loài này được biết đến chỉ từ một mẫu vật, một con mái trưởng thành được thu thập vào năm 1938. Một mẫu gần đây nhìn thấy trong năm 1991 đã không được xác nhận, một số chuyên gia hàng đầu để tiếp tục nghi ngờ sự tồn tại của nó.